# Unita Blackwell
Unita Zelma Blackwell (Lula, condado de Coahoma, Misisipi, 18 de marzo de 1933-Ocean Springs, Misisipi, 13 de mayo de 2019), fue una activista estadounidense que se dedicó a defender los derechos humanos en el movimiento de derechos civiles. Fue la primera mujer afroamericana en ser elegida alcaldesa de Misisipi. : 10 
Blackwell fue director de proyectos del Comité Coordinador Estudiantil No Violento (SNCC) y ayudó en las campañas electorales en nombre de los candidatos afroamericanos en Misisipi. Fue cofundadora de la Asociación de Amistad entre los Pueblos de Estados Unidos y China, que promovía el intercambio cultural entre ambos países. En 2006, publicó la autobiografía Barefootin'. Life Lessons from the Road to Freedom (Lecciones de vida en el camino hacia la libertad), que describe detalladamente sus actividades.

## Infancia y adolescencia
U. Z. Brown nació en Lula el 18 de marzo de 1933; sus padres, Virda Mae y Willie Brown, eran aparceros. Su tío le puso el nombre de U. Z., que conservó hasta el sexto grado, cuando una profesora le dijo que necesitaba un nombre real. Se decidió con el maestro por Unita Zelma.
Cuando tenía tres años, su padre huyó a Memphis, Tennessee, donde pronto le siguieron su mujer y su hija. La familia se trasladó varias veces en busca de trabajo. El 20 de junio de 1938, sus padres se separaron por diferencias religiosas. Madre e hija se trasladaron a Helena-West Helena, Arkansas, a vivir con una tía abuela para que Unita pudiera ser escolarizada. Esto no era posible en Misisipi, donde a los niños negros sólo se les permitía ir a la escuela durante dos meses y luego tenían que volver a trabajar en los campos de algodón. Mientras vivía en West Helena, visitaba a menudo a su padre en Memphis. En los meses de verano, vivía con sus abuelos en Lula, donde ayudaba en los campos de algodón. Durante su infancia, pasó mucho tiempo en los campos de Misisipi, Arkansas y Tennessee, trabajando por tres dólares al día, así como pelando tomates en Florida. A los 14 años, terminó la escuela después del octavo curso, el último año de una pequeña escuela del Westside para niños negros. Tenía que ganar dinero para su familia.

## Movimiento de derechos civiles

### Discriminación en las elecciones
Blackwell se unió al movimiento de los derechos civiles en junio de 1964, cuando dos activistas del Comité Coordinador Estudiantil No Violento llegaron a Mayersville para celebrar reuniones sobre el derecho al voto de los afroamericanos en la iglesia a la que pertenecía. A la semana siguiente, ella y otras siete personas fueron al juzgado para hacer un examen que era una condición para estar en el registro de votantes. Mientras esperaban fuera del juzgado, un grupo de granjeros blancos trató de espantarlas. Su grupo esperó todo el día, pero sólo dos de ellas pudieron hacer el examen. El racismo que experimentaron hizo que ese día fuera un punto de inflexión en sus vidas, según Blackwell. Unita y Jeremiah perdieron sus empleos cuando su empleador se enteró de que formaban parte del grupo que quería registrarse para votar.
Blackwell intentó tres veces más registrarse para votar. A principios de otoño superó la prueba y tuvo derecho a votar. Debido a su participación en la campaña por el sufragio, ella, al igual que otras, fue constantemente acosada.

### SNCC y otros movimientos
Después de que Blackwell conociera a Fannie Lou Hamer en 1964 y oyera hablar de sus experiencias en el movimiento por los derechos civiles, se unió al Comité Coordinador Estudiantil No Violento (SNCC). Se convirtió en directora de proyectos del SNCC y organizó campañas de registro de votantes en Misisipi. Ese mismo año, se convirtió en miembro del comité ejecutivo del Partido Democrático por la Libertad de Misisipi (MFDP). A finales de agosto de 1964, viajó con otros 67 delegados del MFDP a la Convención Nacional Demócrata en Atlantic City, Nueva Jersey.
En 1965, ayudó a poner en marcha el programa Head Start para niños negros en el delta del Misisipi, dirigido por el Grupo de Desarrollo Infantil de Misisipi. A finales de la década de 1960, trabajó como especialista en desarrollo comunitario en el Consejo Nacional de Mujeres Negras. En los años 70, a través de ese consejo, participó en un programa de desarrollo de viviendas para personas con bajos ingresos y animó a gente de todo el país a construir casas. Durante su participación en el movimiento por los derechos civiles, fue encarcelada más de 70 veces en relación con sus protestas y acciones.

## Carrera política
Desde 1973, Blackwell participó en 16 viajes diplomáticos a China, incluido uno con la actriz Shirley MacLaine en 1973 para la película "The Other Half of the Sky". Como parte de su compromiso con la mejora de las relaciones entre Estados Unidos y China, Blackwell fue durante seis años presidenta de la Asociación de Amistad de los Pueblos de Estados Unidos y China, una sociedad de intercambio cultural entre ambos países. En 1979, Blackwell fue nombrado miembro de la Comisión para el Año Internacional del Niño.
Fue elegida alcaldesa de Mayersville en 1976 y permaneció en ese cargo hasta 2001. Fue la primera mujer afroamericana de Misisipi en ocupar un cargo de este tipo. Entre sus responsabilidades estaba la de construir nuevos barrios. Blackwell obtuvo subvenciones federales para dotar a Mayersville de protección policial y contra incendios, así como de suministro de agua, carreteras pavimentadas, viviendas para personas mayores y discapacitadas, y otras infraestructuras. Atrajo la atención nacional cuando defendió la construcción de viviendas asequibles.
Como parte del esfuerzo de desarrollo, fundó Mississippi Action for Community Education (MACE), una organización de desarrollo comunitario en Greenville, Misisipi. De 1990 a 1992, Blackwell fue presidenta de la Conferencia Nacional de Alcaldes Negros. En 1991, cofundó la Conferencia de Alcaldesas Negras y fue su primera presidenta.
Blackwell fue reconocida como una voz del desarrollo rural. En 1979, el presidente Jimmy Carter la invitó a una cumbre sobre energía en Camp David. En 1992 fue galardonada con una beca MacArthur y recibió 350 000 dólares de financiación para su proyecto de viviendas en Deer River y otras soluciones creativas a los problemas de vivienda e infraestructuras de su estado. Blackwell se presentó como candidata al Congreso de los Estados Unidos en 1993, pero fue derrotada por Bennie Thompson en las primarias.
Unita Blackwell escribió la autobiografía sobre su vida, con la ayuda de JoAnne Prichard Morris. Esta fue publicada en 2006.

## Enfermedad y muerte
En enero de 2008, Blackwell desapareció de su hotel durante un servicio conmemorativo de Martin Luther King Jr. en Atlanta y fue encontrada en el aeropuerto internacional Hartsfield-Jackson. Se ha de suponer que se encontraba en las primeras fases de la demencia. Al parecer, en 2014, vivía en una residencia de ancianos en la costa del Golfo de Misisipi.
Blackwell falleció el 13 de mayo de 2019 en un hospital de Ocean Springs (Misisipi)  por problemas al corazón e insuficiencia pulmonar, así como complicaciones por demencia, según anunció su hijo.